# Glycaspis inusitata
Glycaspis inusitata är en insektsart som beskrevs av Moore 1985. Glycaspis inusitata ingår i släktet Glycaspis och familjen rundbladloppor. Inga underarter finns listade i Catalogue of Life.